# 방산물자교역지원센터
방산물자교역지원센터(防産物資物資center, 영어: KOrea Defense Industry Trade Support center, KODITS)는 방산수출 구조의 다극화에 따라 정부와 민간이 연계하여 수출경쟁력을 높이기 위하여 지식경제부, 국방부, 방위사업청, 대한무역투자진흥공사, 한국무역보험공사, 한국수출입은행, 국방과학연구소, 산업연구원, 한국무역협회, 한국방위산업진흥회, 한국항공우주산업진흥협회 등의 범부처 기관과 자원·금융분야 등의 민간전문가조직이 통합하여 대한무역투자진흥공사 소속으로 설립된 조직이다. 방산물자교역지원센터장은 지식경제부 국장급이 임명되며 4팀 19명으로 구성되어 있다. 서울특별시 서초구 헌릉로 13 KOTRA 2층에 위치하고 있다.

## 설립 근거
- 방위산업물자 등의 교역지원에 관한 규정(대통령훈령 제258호, 2009년 10월)

## 주요 업무
- 방산물자의 Package Deal을 요구하는 경우 협상안 지원
- 방산물자 수출을 위한 절충교역협상 지원
- 방산물자 수출을 위한 정부 대 정부 (G to G)간 거래계약업무 수행
- 방산수출 파이낸싱 지원방안 마련
- 기타 방산수출 마케팅 등 지원활동

## 조직
- 방산물자교역지원센터장
  - 전문위원
  - IR전문직
  - 전문가W/G
  - 기획총괄팀
  - 방산교역팀
  - 정보분석팀
  - G to G 지원팀